# نادي تومبينس
نادي تومبينس لكرة القدم (بالبرتغالية: Tombense Futebol Clube‏) ، هي نادي رياضي برازيلي لكرة القدم، أسست سنة 1914 م.

## وصلات خارجية
- الموقع الرسمي